# Лайт Яґамі
Лайт Яґамі (яп. 夜神 月 Яґамі Райто), він же Кіра і другий L — головний герой аніме- і манґа-серіалу «Death Note», створеного письменником Цуґумі Оба та манґакою Такеші Обата. Він неймовірно розумний, однак знудьгований юнак, який випадково знаходить Записник Смерті Бога Смерті Рюка.

## Значення імені і створення
Цуґумі Оба, творець манґи, сказав що він не був «надто зацікавлений» значенням прізвища Лайта («Яґамі» означає «ніч» або «бог»). Однак після створення фінальної сцени йому сподобалося глибоке значення імені.
Такеші Обата, художник манґи, сказав, що для нього не виникло жодних проблем із дизайном Лайта. Ось як він це описав: «Геніальний і гордий студент, в якого трішки не всі вдома» був для Обата «ясним і готовим в уяві». Згодом Такеші сказав, що дещо спростив образ Лайта і необов'язково повертатися до його колишнього образу. Також Обата сказав, що тепер краще малює Лайта. У 35 главі манґи, коли Лайт втрачає пам'ять, Такеші так прокоментував повернення до старого стилю малювання: «Так само як Лайт втратив пам'ять, так і я забуду попередні замальовки. Лайт тепер той самий, який був у першій главі». Також Обата додав дещо щодо створення стилю Лайта: «Оскільки Лайт — геніальний і гарний, то для мене він виглядає як розумний і дуже офіційний хлопець». Переглянувши безліч модних журналів, Обата вирішив, що Лайт буде вдягненим в офіційні костюми і джемпери, однак всіляко уникав джинсів.
На обкладинці манґи, коли Лайта потрібно було зобразити кольорово, Обата сказав, що «хотів би досягнути підходящої атмосфери», тому уникав занадто яскраво кольорів, намагаючись показати все у затемненому світлі.
Ім'я Лайта, на противагу його прізвищу, співзвучне з англійським словом «Light» («лайт», по-укр. «світло»). Цим автор хотів показати неоднозначну особистість Лайта.
«Кіра» — так називали таємничого вбивцю, яким був Лайт, вбиваючи злочинців за допомогою Записника Смерті. Ім'я «Кіра» (яп. キラー), перекручене від англійського слова «Killer» (укр. «вбивця»), тобто невідомий вбивця.

## Характер, життя і цілі
Оба описав життя Лайта як зруйноване після того, як Лайт почав використовувати Записник Смерті, адже Лайт став жертвою Записника Смерті. Перед цим Лайта описано як людину високої думки про себе, за характером впевненої і гордої. Також Лайт має мрію зробити світ кращим, як для себе і своєї сім'ї, так і для решти людей. Однак ця думка доходить згодом до фанатизму.
Лайт — впевнений і самостійний. Він є найкращим учнем Японії, і без перебільшення, генієм. Лайт талановитий, і йому все вдається. Його люблять батьки і поважають однолітки. Однак Лайт самотній, він багато в чому відрізняється від своїх однолітків і здається старшим за них. Лайту доволі нудно у шкільному товаристві, хоча в університеті помітно, що Лайт знаходить для себе підходяще товариство.
Здібності Лайта найбільше показані у його війні проти L, де Лайту вдається грати в хитромудру гру проти найкращого детектива світу. Те, що він є генієм, показує й те, що лише Лайт може мріяти про цілковите панування над світом, винищивши всю злочинність.
Протягом серіалу Лайт стає студентом. Саме тоді починаються розгортатися основні дії серіалу. І саме після цього Лайт показує свою справжню сутність і фанатичну відданість справі . Його ненависть сягає найвищого рівня. Лайт не може спинитися на шляху вбивства.
Згодом, після втрати пам'яті особистість Лайта знову змінюється, він стає таким же, яким був у перших серіях. Згодом, після повернення пам'яті Лайт знову стає тим, ким був — Кірою, власником Записника Смерті.

## Стосунки між персонажами
Лайт, загалом, має дуже неоднозначні стосунки між рештою персонажів «Death Note». Найбільше він ненавидить L, і часто він не стримувався, показуючи це (Лайт неодноразово бився з L). Згодом, коли Лайт втрачає пам'ять, він дещо змінюється, однак стосунки між хлопцями залишаються напруженими (загалом, це нормально, враховуючи, що Лайт — злочинець, а L — його переслідувач).
Незадовго перед вбивством L автор вдається до символічного моменту — L витирає ноги Лайта. Згалом, цей момент створював ілюзію примирення двох запеклих ворогів. Однак це не зупинило Лайта від вбивства L, який завжди заважав йому. Своє торжество Лайту вдалося приховати від оточення, однак дивлячись на смерть L, Лайт не стримав зловтішної посмішки.
Стосунки із Місою Амане описати ще важче. Закохана дівчина щиро вірила у взаємність почуттів Лайта, однак хлопець був доволі скупим щодо показу власних почуттів. Однак, загалом, Міса і Лайт є парою, яка згодом починає жити разом. Хоча Лайт використовує Місу як спільницю і вбивцю людей.
Коли Міса розповіла Лайту, хто вона, Лайт цілує дівчину, а згодом повністю закохує її в себе. Попри це, в той же момент Лайт планує вбивство Міси, єдине, що його зупиняє — це обіцянка Рем вбити Лайта, якщо він завдасть шкоду Місі. Коли ФБР почало відкрито діяти проти Кіри, Міса ладна була загинути заради Лайта. Однак Лайт, здається,
лише використовував дівчину. Незважаючи на це, перед смертю він кличе дівчину.
Лайт любить свою сім'ю, однак згодом, із появою Записника Смерті, всі колишні почуття, здається, були повністю витіснені жагою вбивства. Заради власної мети він практично вбиває батька (він робить так, що його батько стає власником Записника Смерті, і згодом через це гине) і не гребує вбивством сестри (хоча йому це не вдається). Загалом, Лайт грає роль «зайвої людини», яка навіть в оточенні близьких відчуває себе чужою.
До наступників L, Ніа та Мелло, Лайт ставиться зневажливо. Він не вважає їх рівними L, тим паче, рівними собі. Попри це, новим детективам спільними зусиллями вдається перемогти Лайта.

## Біографія
Лайт народився 28 лютого 1986 року (в аніме — 1989 року) в сім'ї Соічіро Яґамі, другої людини в японській поліції. Він також є одним із головних противників Кіри. В Лайта є молодша сестра на ім'я Саю, а матір Лайта звати Сачіко.
Лайт — талановитий тенісист. Він розповідає, що перемагав на тенісному турнірі в 1999 та 2000 роках серед юніорів, однак згодом, вступивши у старшу школу, Лайт вже не займається тенісом професійно.
На початку серіалу Лайт навчався у 12 (за українською системою числення навчальних класів) класі Приватної Академії Дайкоку (大国学園 Daikoku Gakuen) Також Лайт відвідує додаткові заняття в Підготовчій Академії.
Одного разу, під час уроку, Лайт помітив, як дивний зошит впав на землю, здавалося, прямісінько із неба. Дивна річ зацікавила хлопця, і після уроків на шкільному подвір'ї Лайт знаходить дивний зошит під назвою Записник Смерті.
Дивна знахідка зацікавлює хлопця, особливо правила, написані в ній, які частково розкривають призначення записника — вбивати. Переглядаючи новини, Лайт чує про терориста, який захопив школу. Лайт бачить його фото і чує справжнє ім'я . Після цього Лайт пише його ім'я. Через 40 секунд терорист помер від серцевого нападу. Про його смерть повідомляють в новинах.
Ця подія стала підтвердженням перечитаних в Записнику Смерті правил. Лайт серйозно задумується про справжність своєї знахідки. Вбивство злочинця дуже зацікавлює хлопця.
Наступного дня, повертаючись пізно із занять додому, Лайт бачить, як банда байкерів намагається зґвалтувати дівчину. Лайт не намагається її врятувати, натомість, заходить в магазин, і пише імена бандитів, яких знав особисто і в обличчя. Через 40 секунд ватажок банди гине. Його смерть повністю переконує Лайта в універсальності знайденого записника.
Повернувшись додому, Лайт замикається у власній кімнаті. Тоді перед Лайтом з'являється Рюк і розповідає про Записник Смерті. Лайт, страшенно перелякавшись, згодом заспокоюється. Рюк каже, що його бачити зможе тільки Лайт, або інший власник записника. Після цього Рюк розповідає Лайту найважливіші речі про Записник Смерті.
Дізнавшись все потрібне, Лайт розуміє, що він має робити — винищувати злочинців. Він починає масово вбивати злочинців, відвідавши в'язниці і запам'ятавши імена. Після цього він вписував їх у Записник Смерті. Величезна кількість злочинців раптово помирала від серцевого нападу.
Однак масові смерті злочинців зацікавили ФБР. Зрозумівши, що простим детективам у цій справі нема одних шансів, до справи було залучено геніального L. Він і стає головним супротивником Лайта, якому вдається прорахувати всі дії Яґамі
Згодом із Лайтом зв'язується дівчина Міса, Другий Кіра. Вона, так само як і Лайт, є власницею Записника Смерті, і шалено закохується в Лайта, захоплюючись тим, що він робить. Міса допомагає Лайту у його ходах і війні проти L, повністю віддаючись справі Лайта
У 2004 році Лайт стає першокурсником Токійського університету (東応大学 Tōō Daigaku), Навчаючись разом із L, Лайт веде словесну війну із детективом. Вони не показують відкритої нелюбові, однак під час тенісного матчу, який відбувся між ними, Лайт і L показано метафору стосунків двох хлопців.
Коли L вже от-от розкриє карти Лайта, хлопець запускає свій головний план у дію. Він віддає свій Записник Смерті Рюку, втративши пам'ять про все, що було вчинене ним протягом того, як він вважався Кірою. Рюк, за інструкціями Лайта віддає записник новому власнику, Кьосуке Хіґучі з Корпорації Йоцуба. Лайт, який починає працювати разом із L, запевняє його, що Кьосуке і є Кіра(відоміший як Третій Кіра). Після того, як ФБР викриває Кьосуке, Лайт повертає собі Записник Смерті, а заразом і пам'ять, вбивши Кьосуке.
Згодом таємниця Записника Смерті стає відомою ФБР, L навіть бачить Богів Смерті. Однак Лайту вдається вбити L, маніпулюючи Рем. Смертю найкращого детектива завершується перша частина манґи, однак серіал дещо відрізняється від цього.
Після смерті L Лайт стає членом команди детективів, яка повинна діяти так як і L(члени команди не знають, що Лайт — це Кіра). Тепер, діючи як Кіра і L в одній особі, Лайту вдається продовжувати вбивства злочинців. Однак згодом його подвійну гру частково розкривають Мелло та Ніа.
У 2009 році Лайт приєднується Департаменту Збройних Сил Японії, вважаючи, що лише так зможе зупинити Ніа та Мелло. Детективи намагаються викрити Кіру.
Наприкінці, завдяки спільним зусиллям Ніа та Мелло, їм вдається викрити Лайта. Через 6 років детективи знаходять справжнього вбивцю злочинців.
В манзі, програвши, Лайт розуміє, що його от-от заарештують. Він показує божевілля і всілякими способами намагається вбити оточуючих поліцейських. Однак йому це не вдається. Тоді Лайт звертається до Рюка, просячи вписати в Записник Смерті ім'я «Ніа». Однак Рюк відмовляє, кажучи, що він ні на чиїй стороні і виконує свою попередню обіцянку, пишучи ім'я Лайта в Записнику Смерті, таким чином вбиваючи Лайта.
В аніме Лайту вдається частково уникнути перемоги ФБР, він тягне час, оскільки ФБР знає тепер, хто він. Попри це, члени ФБР слідують за Лайтом, щоби заарештувати Лайта перед тим як Рюк напише ім'я Лайта в Записнику Смерті. Коли Лайт повільно заплющує свої очі, йому з'являється видиво вмираючого L, над яким Лайт стояв у 25-ій серії. Непереможний Кіра помер.
Наприкінці показано Рюка у світі Богів Смерті. Він розповідає щось невідомому Богу Смерті, який покидає Рюка на середині розповіді. Після цього Рюк каже: Він знає, що сталося наприкінці цієї історії, однак не дав розповісти мені до кінця. Я не зміг розповісти йому, що написав його ім'я в Записнику Смерті тому що мені він вже набрид, і мені стало нудно. Хіба неправда? Га? Лайте?"
З цього випливає, що Лайт став Богом Смерті. Його було перенесено у Забуття, щоби Лайт відповів за вчинене. Однак Лайт не хотів із цим миритися. По манзі Лайт помер 28 січня 2010 року.
У останньому томі манґи «Записник Смерті: Як читати» Оба так каже про Лайта :" Він — молодий чоловік, який міг зрозуміти біль інших"(сказано про момент, коли Лайт вперше зіткнувся із Записником Смерті. Також Оба додав: "Якби Рюк не зацікавився людським світом, то Лайт став би одним з найкращих лідерів у поліції, який, разом із L, боровся би проти злочинців. Записник Смерті змінив долю людини, знищивши її життя і зробивши решту нещасною.